# IVe millénaire av. J.-C. en architecture

Les événements concernant l'architecture s'étant déroulés durant le IVe millénaire avant notre ère :
- -3200 : construction du ziggourat de Sialk près de Kashan en Iran.
- Entre -3300 et -1600 : développement de Harappa, une ville fortifiée dans la vallée de l'Indus qui atteindra une population allant jusqu'à 40 000 habitants.
- Entre -3600 et -2500 : construction de Ġgantija, le complexe de temples mégalithiques sur l'île de Gozo (Malte).

- En Europe
  - Céide Fields : plus ancien système de champ connu du monde, situé à l'ouest de l'Irlande
  - Entre -3300 et -2900 : Complexe de Brú na Bóinne, couloirs mortuaires néolithiques dans le Comté de Meath en Irlande.
  - Entre -3500 et –3100 : Knap of Howar, la plus ancienne maison en pierre conservée d'Europe septentrionale, située sur l'île de Papa Westray dans les Orcades.
  - Skara Brae : le village néolithique le plus préservé d'Europe, situé dans la baie de Skaill dans les Orcades.
  - Stonehenge : la toute première phase du monument est datée d'environ 3100 av. J.-C.